# Pierre Lacau
Pierre Lacau, né le 25 novembre 1873 à Brie-Comte-Robert et mort le 27 mars 1963 à Paris 16e, est un égyptologue et philologue français.

## Biographie
Dès son arrivée au Caire, Pierre Lacau entre à l’Institut français d'archéologie orientale, en 1899. L’année suivante, il est nommé à la Commission internationale pour la rédaction du catalogue général du musée du Caire.
Il est nommé directeur de l’Institut français d'archéologie orientale à la suite d'Émile Chassinat en 1912, puis il est directeur général du Service des Antiquités de l'Égypte de 1914 à 1936.
À partir de 1922, il prend position pour que les objets découverts par Howard Carter dans la tombe de Toutânkhamon restent en Égypte.
En 1938, il est nommé professeur au Collège de France, où il occupe la chaire d'égyptologie jusqu'en 1947. Il est élu à l'Académie des inscriptions et belles-lettres en 1939.

## Publications
- Catalogue général des antiquités égyptiennes du Musée du Caire : Sarcophages antérieurs au Nouvel Empire, Le Caire, Imprimerie de l’Institut Français d’Archéologie Orientale (no 28001-28086), 1904, 592 p., 2 volumes en 1 (OCLC 1412530320, lire en ligne).
- avec Jean-Philippe Lauer, Fouilles à Saqqarah : la pyramide à degrés, t. V. Inscriptions à l’encre sur les vases, Le Caire, Institut français d’archéologie orientale, 1965, ix, 120 p., illustr. 38 pl. (OCLC 220924772, lire en ligne).
- Stèles du Nouvel Empire : Stèles de la XVIIIe dynastie, t. 1, Le Caire, Institut français d’archéologie orientale, 1909-57, 261 p., 3 fasc. ; 71 pl. 35 cm (lire en ligne).
- Fragments d’apocryphes coptes, t. 9, Le Caire, Imprimerie de l’Institut français d’archéologie orientale, 1904, iv, 114 p., 14 pl. ; 37 cm (OCLC 881862409, lire en ligne).
- Études d’égyptologie, Le Caire, Institut français d’archéologie orientale, 1970-72, 2 vol. 28 cm (OCLC 3787963) — 1. Phonétique égyptienne ancienne 2. Morphologie.
- Le Musée égyptien : recueil de monuments et de notices sur les fouilles d’Égypte, t. 3, Le Caire, Institut français d’archéologie orientale, 1924 (OCLC 1419655423).
- Sarcophages antérieurs au Nouvel Empire, Le Caire, Institut français d’archéologie orientale, 1903, 592 p., 2 vol. ; illustr. (OCLC 746177269, lire en ligne).
- Une stèle juridique de Karnak, Le Caire, Organisation égyptienne générale du livre, 1949, 54 p., 2 pl. : illustr. ; 24 cm (OCLC 16765266, lire en ligne sur Gallica).
- Les Statues "guérisseuses" dans l'ancienne Égypte, Paris, Ernest Leroux, 1922, 21 p. (OCLC 969355337, lire en ligne).

## Filmographie
- Howard Carter/Pierre Lacau : l’affaire Toutânkhamon, réalisé par Sylvie Deleule, présenté par Annick Cojean, Bo Travail !, 2016.